# Bactrocera hyalina
Bactrocera hyalina
 es una especie de díptero que Tokuichi Shiraki describió por primera vez en 1933. Bactrocera hyalina pertenece al género Bactrocera de la familia Tephritidae. 